# شباب البومب 7 (مسلسل)
شباب البومب 7 هو مسلسل سعودي كوميدي درامي عرض في رمضان 2018.

## الممثلون
- فيصل العيسى بدور «عامر»
- مهند الجميلي بدور «شكش»
- سليمان المقيطيب بدور «كفتة»
- عبد العزيز الفريحي بدور «تركي»
- علي المدفع بدور «أبو عامر»
- شفيقة يوسف بدور «أم عامر»
- سارة اليافعي بدور «نوف»
- محمد الدوسري بدور «ياسر»
- محمد الحربي بدور «سليمان»
- خالد البشير بدور «عمر»

### مشاركة النجوم
- ماجد مطرب
- أميرة محمد
- ريماس منصور
- زارا البلوشي
- نواف المهنا

### ضيوف الشرف
- محمد نور
- مطرب فواز
- عبد الرحمن الرقراق
- محمد الكنهل
- محمد المنصور
- أحمد العبيد
- عبد العزيز السكيرين
- خالد منقاح
- شافي الحارثي
- سامي حازم
- محمد طلق
- طارق النفيسي
- عبد الرحيم الشربجي
- حسام أبو صبره بدور «أبو ياسر»
- محمد عيسى بدور «أبو شكش»
- محمد أبو دعيج
- بندر الخضير
- هاني مفاصل
- إبراهيم الرويشد
- سعد الطلاس
- ثامر العنزي

### نجوم التواصل الاجتماعي
- فوراس
- عبد العزيز برناوي
- حموش
- بيجر
- عبد الرحمن القاعود
- وائل خواجه
- فلاته
- أبو بشت

### مشاركة مميزة
| ر. الإجمالي | العنوان              | تاريخ العرض الأصلي |
| ----------- | -------------------- | ------------------ |
| 1           | «أسد الحارة»         | 16 مايو 2018       |
| 2           | «إخوان ولكن...»      | 17 مايو 2018       |
| 3           | «عمتي حصة»           | 18 مايو 2018       |
| 4           | «البيت المسكون»      | 19 مايو 2021       |
| 5           | «شوكشاك»             | 20 مايو 2018       |
| 6           | «إيه أعرف»           | 21 مايو 2018       |
| 7           | «شاك فيه»            | 22 مايو 2018       |
| 8           | «فشل كلوي»           | 23 مايو 2018       |
| 9           | «راعي الصيد»         | 24 مايو 2018       |
| 10          | «الشاحن»             | 25 مايو 2018       |
| 11          | «صعيدي في الاستراحة» | 26 مايو 2018       |
| 12          | «زومبي»              | 27 مايو 2018       |
| 13          | «أطلق مدرسة»         | 28 مايو 2018       |
| 14          | «هروب مفاجئ»         | 29 مايو 2018       |
| 15          | «سبايدرمان»          | 30 مايو 2018       |
| 16          | «الصندوق»            | 31 مايو 2018       |
| 17          | «من يسكن القصر»      | 1 يونيو 2018       |
| 18          | «الحضانه»            | 2 يونيو 2018       |
| 19          | «كفتة في ورطة»       | 3 يونيو 2018       |
| 20          | «النشبة»             | 4 يونيو 2018       |
| 21          | «محظوظ»              | 5 يونيو 2018       |
| 22          | «وين بيتكم؟»         | 6 يونيو 2018       |
| 23          | «سيارة الوالد»       | 7 يونيو 2018       |
| 24          | «بحث وتحري»          | 8 يونيو 2018       |
| 25          | «جدي قريع»           | 9 يونيو 2018       |
| 26          | «قادمون يا روسيا»    | 10 يونيو 2018      |
| 27          | «لولو»               | 11 يونيو 2018      |
| 28          | «تي تي أف أم»        | 12 يونيو 2018      |
| 29          | «معروف»              | 13 يونيو 2018      |
| 30          | «كواليس»             | 14 يونيو 2018      |

- وائل الحربي بدور «الضابط»
- فيصل المسيعيد بدور «ابن عم عامر»